# Platja d'Arnao
La platja de Arnao està situada en la localitat de Arnao, del concejo de Castrillón (Astúries). Aquesta platja brinda al visitant un ambient natural i poc freqüentat, a més d'una part important de la història del lloc amb la presència de l'antiga Real Companyia Asturiana de Mines.
Es perllonga al voltant d'uns 300 - 350 metres, i la urbanització en ella és escassa, llevat per unes quantes cases disperses. A més posseeix un passeig marítim de 500 m. que enllaça amb una senda verda de diversos quilòmetres.

## Característiques
Té forma de petxina i es caracteritza per estar envoltada de vegetació i tenir una sorra fina i blanca, acompanyada d'una petita zona de palets. L'onatge és entre moderat i fort, per la qual cosa és una de la platja escollida pels surfistes per a la pràctica del seu esport. També es pot optar per la pesca, o gaudir d'un relaxant bany en una piscina natural coneguda com "La Hollina". Per accedir a aquesta platja cal circular per la N 634 i prendre la desviació cap a Salinas. Després de travessar un túnel i deixar enrere les platges de Platja de El Cuerno i del Dòlar es troba el desviament cap a la platja. També pot accedir-se en sentit oposat — d'oest a est— i una vegada arribats a Piedras Blancas, prendre el camí abans indicat.

## Plataforma de Arnao
En els voltants de la platja es troba la plataforma de Arnao, un conjunt de fòssils de formacions coralígneas que van formar un escull. Es distingeixen 3 tipus de capes rocoses denominades: 
- Conjunt Calcari
- Conjunt Pizarroso-Margoso
- Conjunt de Margas vermelles i verdes

## Serveis
Posseeix diferents serveis a la disposició de l'usuari, com a dutxes, condícies, fonts d'aigua i papereres. També compta amb equip de vigilància i salvament en temporada estival.
A més a la rodalia hi ha una zona d'aparcament, una parada d'autobús de la línia L-1 (La Luz-Piedras Blancas) i dos quiosquets que obren solament a l'estiu.